# Gare de Berlin Bornholmer Straße
La gare de Berlin Bornholmer Straße est une gare S-Bahn berlinoise située aux confins de la ligne de Berlin à Stralsund et de la ligne de Berlin à Szczecin, immédiatement au nord du Ringbahn, entre Gesundbrunnen et Schönhauser Allee.
Les Regionalbahn (RB) y passent mais n'y font pas halte. La gare voyageurs est donc uniquement desservie par des S-Bahn (RER). Son abréviation officielle est BBOF pour la gare RB et BBOS pour la gare S-Bahn. C'est une gare de catégorie 4 dans le réseau ferré national.

## Situation ferroviaire
La gare est enjambée par le pont Bösebrücke sur lequel passe la rue éponyme à la station, la Bornholmer Straße. Le bâtiment voyageurs, de plain-pied au sud du pont, est lui-même à cheval sur les voies. Le bâtiment voyageurs est un pavillon composé d'une superstructure à cinq angles et d'une tourette sur laquelle figure le logo S du S-Bahn.
Les quais étaient d'abord organisés, à l'image de la gare de Berlin-Baumschulenweg, d'un quai latéral B pour la circulation vers le nord et d'un quai central A pour la circulation vers le sud. Il n'y avait à l'époque pas de voie ferrée venant de l'est. Aujourd'hui la gare est constituée de deux quais en îlot dont les voies sont chacune empruntées dans un seul sens. Le quai ouest est desservie par les trains provenant de la ligne de Stralsund et de la ligne de Seczecin et à destination du centre-ville et du Ringbahn et le quai est par les trains circulant en direction inverse.
À l'est des voies S-Bahn sont situées les voies destinées aux RegionalBahn pour lesquels la gare n'a pas de quai voyageurs.
Le bâtiment voyageurs et les escaliers, construits par l'architecte Richard Brademann, sont classés monuments historiques (Denkmalschutz) depuis 2001.

## Histoire
Les voies ferrées des lignes en provenance de Szczecin (ouverte en 1842) et de Stralsund (ouverte en 1877) se rejoignent depuis la fin du XIXe siècle à cet endroit, mais la gare n'a pas été ouverte avant 1935.
Conçue par l'architecte du Reichsbahn et membre du NSDAP depuis 1931, Richard Brademann (1884-1965), la gare est mise en service le 1er octobre 1935, 4 ans avant le tunnel nord-sud dont la gare constituait la continuation nord. Les lignes sont dès l'ouverture électrifiée.

## Accessibilité
La gare dispose de deux ascenseurs pour un accès aux fauteuils roulants aux deux quais en îlot ainsi que de bandes podotactiles sur les quais.

## Desserte
La gare de Bornholmer Straße constitue avec la gare de Gesundbrunnen les plaques tournantes des lignes S-Bahn du nord berlinois : le S1 vers Oranienbourg, le S2 vers Bernau bei Berlin, le S25 vers Hennigsdorf, le S26 vers Waidmannslust, le S8 vers Birkenwerder, le S85 vers Pankow.
Alors que le S1 et le S2 circulent avec une cadence horaire de dix minutes en période normale, le S25, le S26, le S8 et le S85 n'ont qu'une cadence de vingt minutes.

## Correspondances
Les lignes de tramways 50 (Wedding ↔ Warschauer Straße) et M13 (Wedding ↔ Guyotstraße) circulent sur la Bornholmer straße et font halte devant la gare.